# Kürt (hangszer)
A kürt a tölcséres fúvókájú, más néven rézfúvós hangszerek családjába tartozik. Kör alakban meghajlított, hosszú, vékony csőből és hirtelen kiszélesedő tölcsérből áll. A vadászkürtből alakult ki, a modern kürt szelepekkel van ellátva. A szimfonikus és a fúvószenekarok fontos tagja, a fúvósötösben is szerepet kap.
Gyakran kürtök néven nevezik a tölcséres fúvókájú hangszerek családját általában, vagy azon belül a kónikus, kúpszerűen táguló furatú hangszerek összességét, például a jelzőkürtök hangszercsaládjának tagjait (szárnykürt, tenorkürt, baritonkürt).

## Leírása
A kürt egy nagyrészt kör alakban meghajlított, szűk keresztmetszetű, enyhén táguló furatú csőből áll, melynek egyik végén található a keskeny, tölcsér alakú fúvóka, a másik vége széles tölcsérbe megy át. Anyaga sárgaréz, vagy más rézötvözet. A modern kürt három forgószeleppel rendelkezik, működtetésükkel a csőrezonátor hosszúsága változtatható oly módon, hogy abba különböző hosszúságú toldalék csődarabokat iktatnak be. A kettőskürt két hangszert egyesít magában, egy mélyebb, lágyabb tónusú F hangolásút, és egy magasabb, fényesebb B alaphangút. A kettő közötti átmenetet egy hüvelykujjal működtethető negyedik szeleppel lehet megvalósítani. Ez a hangszer összesen közel hat és fél méternyi csövet foglal magában.

## Megszólaltatása

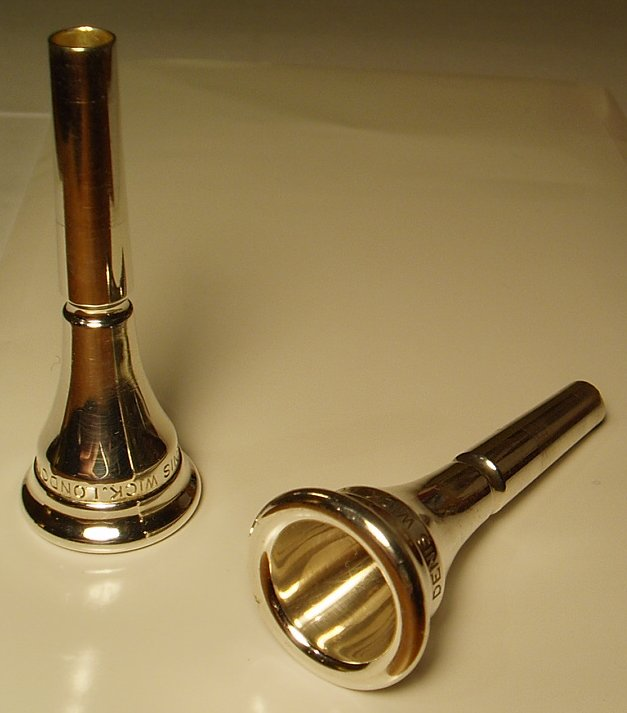
Kürt fúvókák

A többi tölcséres fúvókájú hangszerhez hasonlóan a kürt elsődleges hangforrása a játékos fúvókához szorított ajkainak rezgése, amely a cső levegőoszlopának különböző rezgési módjait, rezonanciáit képes megszólaltatni. A natúrkürtön csak a természetes felhangsor a rendelkezésre álló hangkészlet, de ez a szűk, kúpos furat miatt könnyen, tág hangterjedelemben megszólaltatható. A kürtöt a felhangsor negyedik oktávjáig lehet átfújni, de még akár a 20. felhang is elérhető. A rezonanciasor alaphangja, a pedálhang ritkán használatos, azonban olyan szerzők, mint Beethoven (pl. a IV. szimfónia elején), Mendelssohn vagy éppen Brahms – részben még a mai modern tuba hiányából adódóan is – a hangszerelés során kiaknázták a kürt legmélyebb hangjai adta hangzási lehetőségeket is. A szelepes kürtön a kromatikus hangok is előállíthatók a hangszer teljes hangterjedelmében oly módon, hogy a többi szelepes rézfúvós hangszerhez hasonlóan az első szelep egy egészhanggal, a második félhanggal, a harmadik kisterccel mélyíti a hangszer alaphangját és vele együtt teljes rezonanciasorát, lehetővé téve a felhangsor hangjai közötti űr kitöltését.
A mai zenekarokban leggyakrabban használt kürt tulajdonképpen kettős kürt – ún. duplakürt –, melynek lényege, hogy a hüvelykujjal lenyomható negyedik billentyű segítségével az egyébként B hangolású hangszer F hangolásúvá változtatható, ekkor a három ventil is a másik sorban lévő toldalékcsövekbe engedi a levegőt. (Sőt, triplakürt is létezik már.) Így vált lehetővé a pedálhangok és a 2. felhang közti oktávnyi rés kromatikus kitöltése is. Ennek következtében egy mai kürt hangterjedelme kromatikusan kb. 4 oktáv (ld. az ábrát), de kivételes képességű kürtösök jó hangszeren akár az elvileg elérhető legmélyebb hangtól (írott kontra Fisz, hangzó szubkontra H) az (írott) háromvonalas oktáv közepéig vagy még a fölött is képesek játszani, összesen akár kb. 5 oktáv terjedelemben. A hangszer minőségén és a játékos tudásán múlik, hogy a nagyon mély és nagyon magas hangok mennyire szólnak stabilan, milyen hangszínnel, milyen minőségben szólaltathatók meg.
A kürt megszólaltatásának van egy sajátossága, ami megkülönbözteti a többi rézfúvós hangszertől, ez pedig a kézzel alkalmazott fojtás technikája. A hangszer formája lehetővé teszi, hogy a zenész a jobb kezét belehelyezze a kürt tölcsérének torkolatába, és ezzel módosítsa a hangmagasságokat. Ez különösen nagy jelentőségű volt a szelepek feltalálása előtt, de a mai kürtöknél is alkalmazzák. Ennek egyik következménye az is, hogy a többi rézfúvós hangszertől eltérően itt a szelepeket a bal kéz kezeli. A fojtás nem csak a hangmagasságot változtatja meg, de a hangszínt is fényesebbé, ércesebbé teszi.
A barokk és bécsi klasszikus művek (pl. Mozart kürtversenyei) korhű megszólaltatásának igénye itt is elhozta a natúr hangszerek reneszánszát. Ezeken pedig a XVIII. századhoz hasonlóan a fojtás segítségével módosítja – lefelé – a természetes felhangsor hangmagasságait a játékos. 
A kürt transzponáló hangszer.

## Története

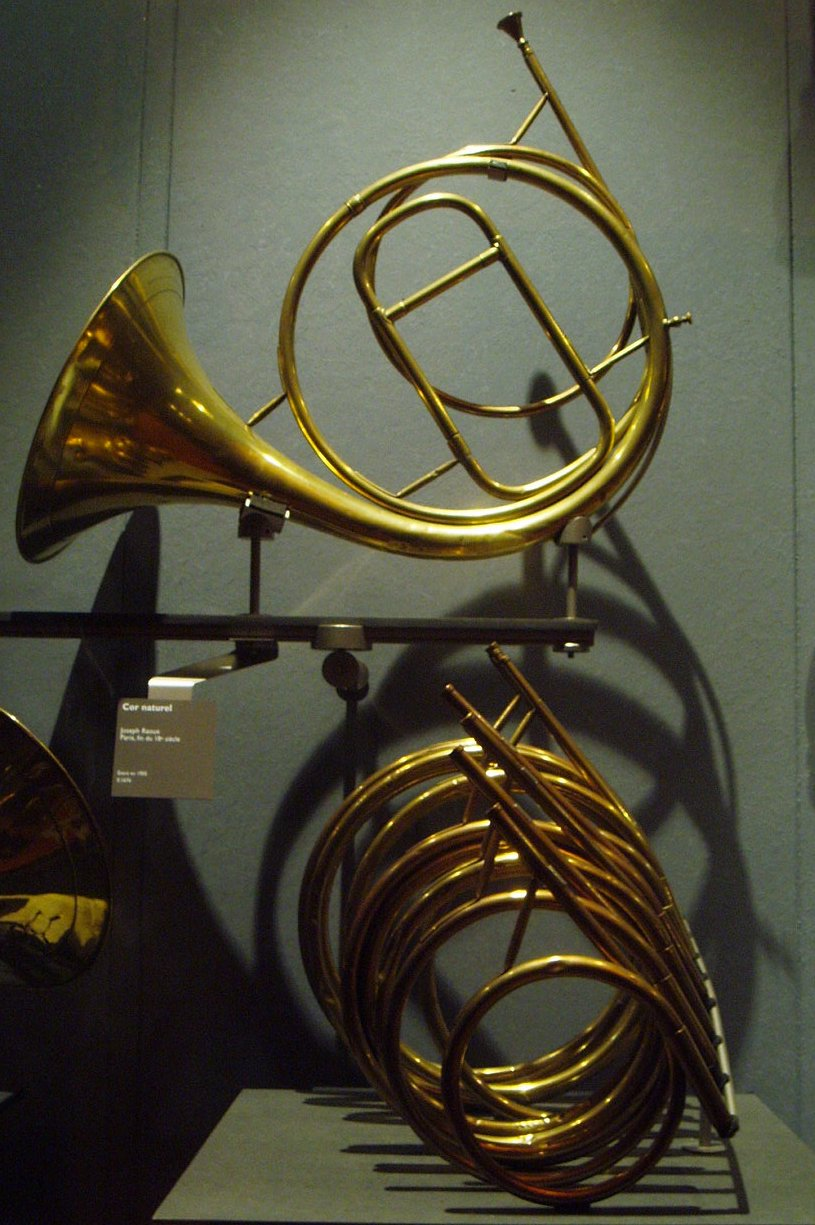
Kürt cserélhető hangolócsövekkel a 18. század végéről

A mai zenekari kürt ősének tekinthető hangszert a 17. században Franciaországban kezdték építeni cor de chasse, vadászkürt néven. Ez 55 – 70 cm átmérőjű körben feltekert vékony, enyhén kúpos csőből állt, széles hangtölcsérrel. A hangszer gyorsan elterjedt német nyelvterületen, fejlődésének súlypontja is a továbbiakban oda helyeződött át. A 18. század első felében már a maihoz hasonló arányokkal épült, 2 – 4-szeresen körbehajlított csöve 24 – 41 cm átmérőjű kört alkotott. Ez natúrkürt, tehát billentyű és szelep nélküli hangszer volt, a natúrtrombitához hasonló ajaktechnikával lehetett rajta játszani természetes felhangsorának megszólaltatásával. Ekkor már a zenekarokban szólóhangszerként is szerepelt, sokszor igen nehéz szólamokkal. 
Nehézséget jelentett a kürt használatában, hogy natúrhangszer jellegéből adódóan csak az alaphangolásának megfelelő hangnemben lehetett rajta játszani, tehát a különböző hangnemekhez különböző hangszerekre volt szükség. Ezen kezdetben úgy segítettek, hogy a hangszer és a fúvóka közé különböző hosszúságú toldalékcsöveket helyeztek, a szükséges módon megváltoztatva az alaphangolást. Később a hangszert úgy módosították, hogy ezeket a toldatokat a kürt belsejébe lehetett beilleszteni, így született meg 1753-ban a talányos nevű Inventionshorn, később az Orchesterhorn. Ugyanebben az időben kezdték a kürt hangmagasságát kézi fojtással módosítani, lehetővé téve a pontosabb intonációt, több hangot téve elérhetővé.

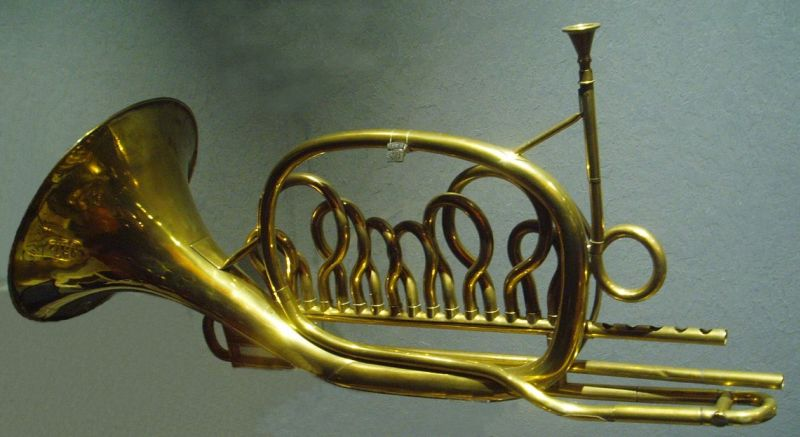
Cor omnitonique, 1820 körül

A hangszer fejlődésének egy mellékága a Franciaországban feltalált cor omnitonique volt, egy nagyon komplikált kürt, melybe az összes lehetséges toldalékcső eleve be volt építve, és a kívánt hangnemnek megfelelően lehetett a hangszert egy mozdulattal „átváltani”. Ez a megoldás végül feledésbe merült, ma már csak múzeumok látványosságaként találkozhatunk vele.
A 19. század elején a kürtöknél a trombitával együtt az elsők között alkalmazták az új találmányt, a szelepeket, ami végleges megoldást ígért a hangszer egyre kínzóbb hiányosságaira. Használatukkal lehetővé vált, hogy a kürt egész hangterjedelmében a teljes kromatikus hangsort megszólaltathassa, hogy minden hangnemben egyformán használható legyen. Ennek ellenére érdekes módon meglehetősen sokáig tartott, amíg a zeneszerzők is megbarátkoztak az új hangszerváltozattal, többek között Beethoven és Schubert is még ragaszkodtak a hagyományos kürthöz. A szelepes kürt feltalálása után 20 évvel, 1835 körül kezdett csak helyet kapni a szimfonikus zenekarokban. A duplakürt 1900 körül jelent meg, hamarosan felváltva a hagyományos F kürtöket.

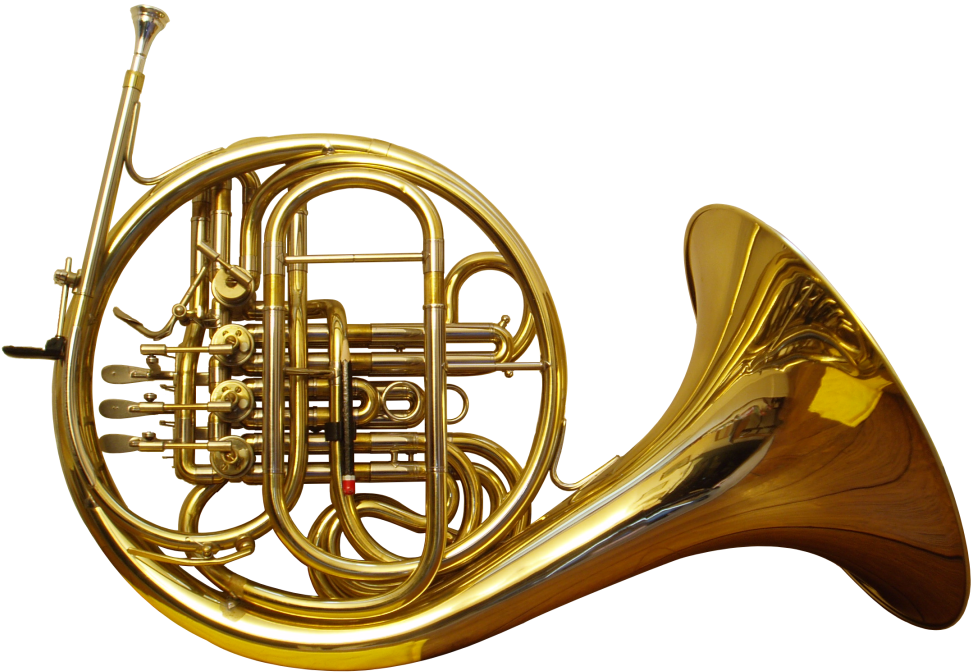
Modern duplakürt hátulnézetben

## Külső hivatkozások
- A kürtről angolul
- Rézfúvós.lap.hu - linkgyűjtemény